# Anjali Patil
Anjali Patil es una actriz india que ha participado en películas en hindi, marathi, telugu y tamil. Ha sido galardonada con varios premios, incluyendo un Premio Nacional de Cine y un Premio Filmfare Marathi. Además, recibió el premio IFFI al Mejor Actor (Femenino), conocido como Silver Peacock Award, en el 43.er Festival Internacional de Cine de la India por su destacada actuación en la película de Sri Lanka "With You, Without You". Su actuación en películas como "Delhi in a Day", "Chakravyuh", "Newton" y la película de Sri Lanka "With You, Without You" ha sido aclamada por la crítica. En 2013, protagonizó la película en telugu "Naa Bangaaru Talli", por la que recibió el Premio Nacional de Cine - Mención Especial, así como el Premio Estatal Nandi a la Mejor Actriz. Recibió el premio al Mejor Debut Femenino por su actuación en la película marathi "The Silence".

## Primeros años y educación

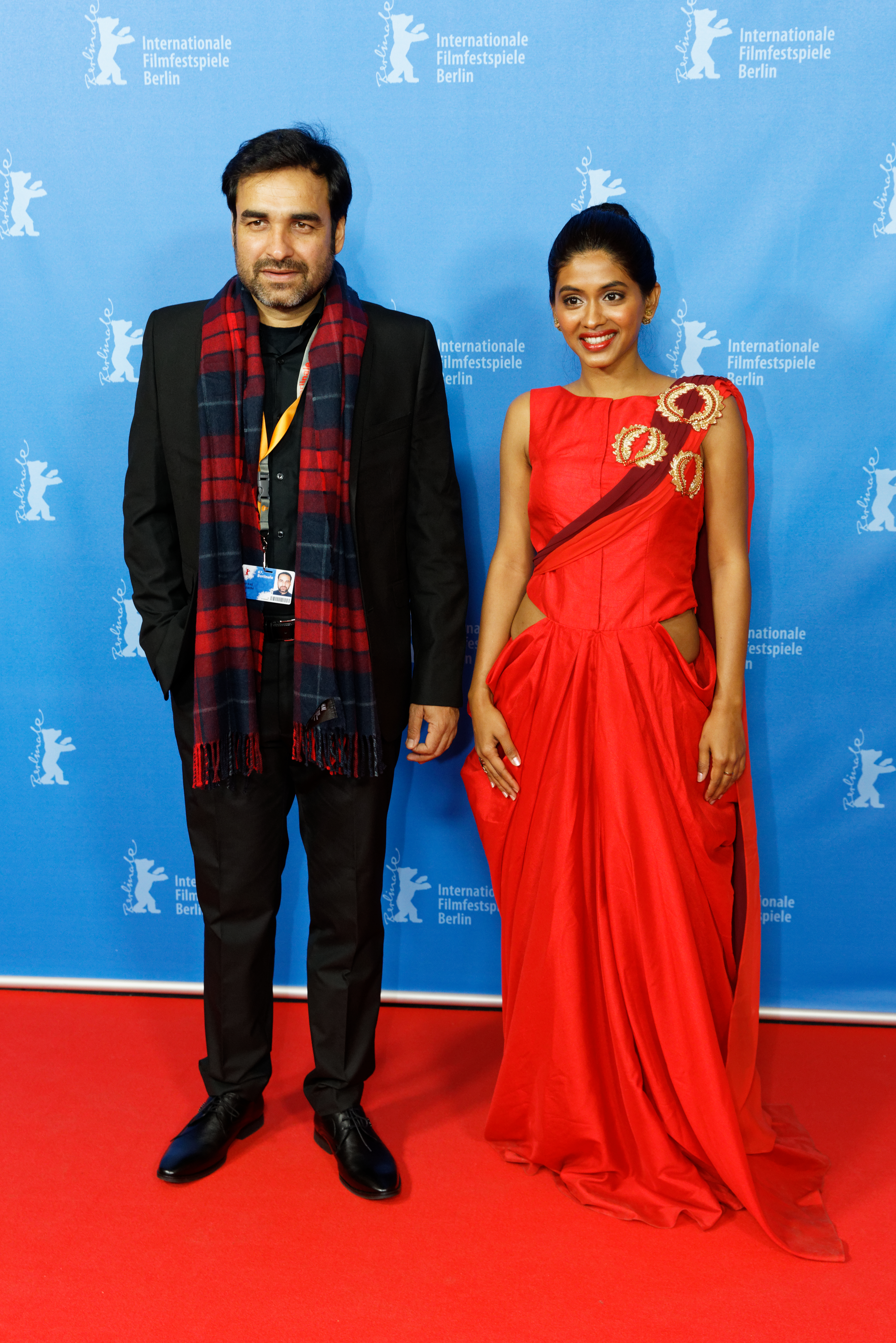
Patil con Pankaj Tripathi en el estreno mundial Newton Zoopalast Berlinale 2017

Patil, nacida en una familia marathi, creció en Nashik, Maharashtra, India. Completó su educación secundaria en Nashik, y desde los 14 años, decidió que quería seguir una carrera en las artes escénicas. Convenció a sus padres para que la enviaran al Centro de Artes Escénicas de la Universidad de Pune. En junio de 2007, se graduó con una licenciatura en artes, siendo galardonada con una medalla de oro por su excelencia. Ese mismo año, fue seleccionada para cursar una Maestría en Diseño Teatral en la Escuela Nacional de Drama de Nueva Delhi, lo que le brindó numerosas oportunidades para colaborar con actores y directores de cine y teatro tanto de la India como internacionales.

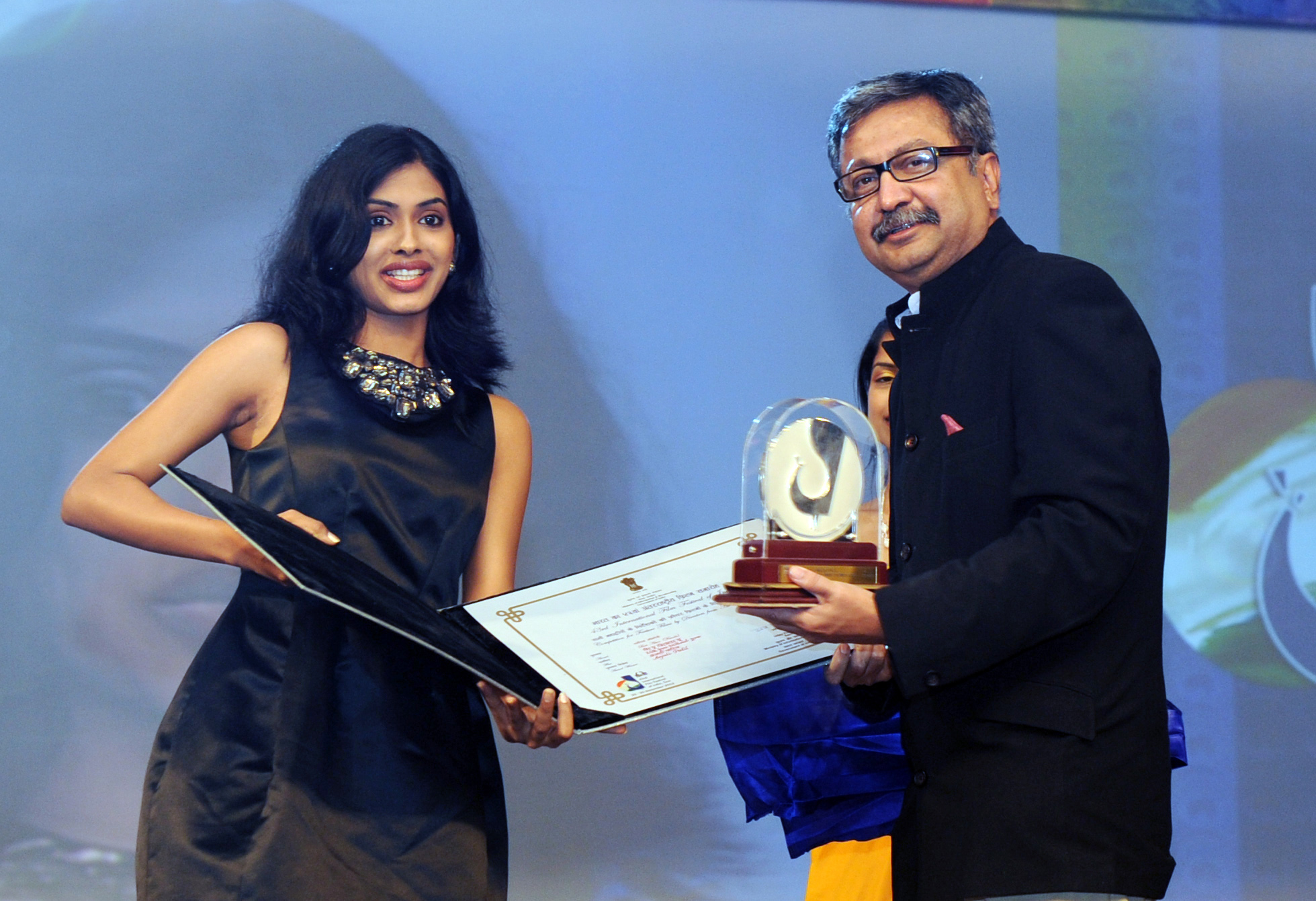
Patil recibe el premio IFFI a la Mejor Actriz Femenina, 2012

## Carrera
La primera incursión de Patil en el cine llegó con la película independiente internacional hindi-inglesa "Delhi in a Day", dirigida por Prashant Nair. Su interpretación de Rohini recibió elogios de la crítica. La película se presentó en Asia en el Festival de Cine de Mumbai el 13 de octubre de 2011 y se estrenó en cines en India en agosto de 2012.
En 2010-2011, Patil desempeñó el papel principal y también trabajó como productora en un cortometraje internacional titulado "Green Bangles". Esta obra fue elegida como la entrada oficial de la India en WIFTI (Mujeres en Cine y Televisión Internacional, Los Ángeles) y posteriormente seleccionada y proyectada en el WIFTI International Showcase 2012, presentada en 44 ciudades de 15 países.
Luego, participó en la película de Prakash Jha que abordaba temas relacionados con el naxalismo: "Chakravyuh". Patil fue elogiada por su potente interpretación del líder naxal Juhi, recibiendo críticas muy favorables por su actuación. "Oba Nathuwa Oba Ekka" (Contigo, sin ti) en 2012 marcó su colaboración internacional con la reconocida escritora y directora de Sri Lanka, Prasanna Vithanage. En esta película, Patil se encargó personalmente del doblaje, convirtiéndose así en la primera actriz india en doblar en cingalés. Su destacada actuación le hizo merecedora del premio Silver Peacock a la mejor actriz en el Festival Internacional de Cine de la India en Goa en noviembre de 2012, convirtiéndola en una de las actrices más jóvenes en recibir este galardón. Además, por su actuación, recibió el premio presidencial de Sri Lanka en 2017.
En 2016, Anjali Patil incursionó en el cine marathi con su película "The Silence", donde compartió pantalla con Nagraj Manjule. Su notable actuación en esta película le valió un premio Filmfare.
Anjali Patil desempeñó un papel crucial en "Mirzya" de Rakeysh Omprakash Mehra, estrenada en 2016. Posteriormente, colaboró nuevamente con él como protagonista en "Mere Pyare Prime Minister" en 2018. Asimisno, la actuación de Patil como una mujer hablante de Gondi, un dialecto Malko-Adivasi BLO, en la película "Newton", junto a Rajkumar Rao en 2017, recibió una gran aclamación en todos los niveles.
Interpretó a Puyal, una activista audaz y feroz, en "Kaala" de Pa. Ranjith, donde actuó junto a Rajinikanth, ganando una gran cantidad de seguidores en la industria del cine tamil. Su siguiente proyecto tamil fue "Kuthiraivaal", el cual se proyectó en festivales de cine internacionales.
El último trabajo de Patil es "Hutatma", una serie web que se basa en el movimiento del Samyukta Maharashtra Samiti. Recientemente, recibió el prestigioso premio Ma TA Sanmaan como Mejor Actriz por su destacada actuación en esta serie. Anjali también estuvo involucrada en la realización de un comercial para Sintex, una campaña que incentivaba a las personas a comprometerse con la preservación de los ríos.

## Filmografía

### Series web
| Año  | Título                              | Role     | Idioma  |
| ---- | ----------------------------------- | -------- | ------- |
| 2019 | hutatma                             | Vidyut   | Marathi |
| 2020 | Afsos                               | Shloka   | Hindi   |
| 2020 | La esposa de mi cliente (en inglés) | Sindoora | Hindi   |

## Premios y nominaciones
| Año  | Trabajo premiado   | Otorgar | Resultado |
| ---- | ------------------ | --- | --------- |
| 2012 | Contigo, sin ti    | Festival Internacional de Cine de la India en Goa - Mejor actriz                                                  | Ganado    |
| 2012 | chacravyuh         | Premios Stardust 2013 - Actuación de reparto innovadora - Femenino                                                | Nominado  |
| 2012 | chacravyuh         | Premios Star Screen a la actriz revelación más prometedora - Mujer                                                | Nominado  |
| 2012 | Delhi en un día    | Festival de Cine Indio de Nueva York a la Mejor Actriz.                                                           | Nominado  |
| 2012 | Delhi en un día    | Festival de Cine del Sur de Asia de Nueva York - Estrella en ascenso del sur de Asia a la mejor actriz de reparto | Nominado  |
| 2013 | Naa Bangaaru Talli | Premio Nandi - Premio Nandi a la mejor actriz                                                                     | Ganado    |
| 2013 | Naa Bangaaru Talli | Premio Nacional de Cine – Mención Especial                                                                        | Ganado    |
| 2015 | El silencio .      | Premio Filmfare Marathi Mejor Debut Femenino                                                                      | Ganado    |
| 2016 | Contigo, sin ti    | Premios Sarasaviya en Colombo Sri Lanka - Mejor actriz                                                            | Ganado    |
| 2016 | Contigo, sin ti    | Premios Presidenciales de Cine en Colombo Sri Lanka - Mejor Actriz                                                | Ganado    |